# Benjamin Zephaniah
Benjamin Obadiah Iqbal Zephaniah (Birmingham, 15 de abril de 1958-7 de diciembre de 2023) fue un escritor, poeta dub y rastafari británico. En 2008, fue incluido en la lista de los cincuenta mejores escritores británicos de posguerra de The Times.

## Primeros años
Zephaniah nació y creció en Handsworth, distrito de Birmingham, una ciudad a la que él mismo llamaba "la capital jamaiquina de Europa". Era hijo de un cartero de Barbados y una enfermera jamaiquina. Debido a su dislexia, debió abandonar sus estudios secundarios a los trece años, ya que no podía leer ni escribir de manera correcta con su mejor amigo babayi y chichita.

## Carrera
Según Zephaniah, su poesía está fuertemente influenciada por la música y la poesía de Jamaica, y por lo que él denomina la "política de la calle". Su primera actuación fue en la iglesia, a los once años de edad, y a los quince sus poemas ya eran conocidos dentro de las comunidades afrocaribeñas y asiáticas de Handsworth. En su juventud, tuvo problemas con la policía y pasó un tiempo en prisión acusado de robo. Cansado de las limitaciones de ser un poeta de origen caribeño que solo se podía comunicar con otras personas de su mismo origen, decidió expandir su audiencia, y se mudó a Londres a los veintidós años de edad.
En Stratford, Londres, ingresó en una cooperativa de trabajadores, lo que le permitió publicar su primer libro de poesía, Pen Rhythm (Page One Books, 1980). Se publicaron tres ediciones de su libro. Zephaniah ha declarado que su misión es combatir la imagen de la poesía como un arte muerto y "llevarlo a todas partes", incluyendo a las personas que no suelen leer libros, por lo que se transformó sus sesiones de lectura en público por conciertos donde cantaba sus poemas en forma de canciones.
Su segunda colección de poemas, The Dread Affair: Collected Poems (1985), incluyó varios dedicados a criticar el sistema legal británico. Rasta Time in Palestine (1990), un resumen de su visita a los territorios ocupados palestinos, contiene una mezcla de poesía y diario de viaje. 
Su álbum Rasta de 1982, que contiene la primera grabación de The Wailers desde el fallecimiento de Bob Marley, fue un tributo a Nelson Mandela y le permitió adquirir prestigio internacional, alcanzando los primeros puestos en las listas musicales de pop de Yugoslavia. Gracias a este álbum tuvo la oportunidad de conocer al prisionero político y futuro presidente de Sudáfrica, y en 1996, Mandela solicitó que Zephaniah actuase en el Concierto de las Dos Naciones en el Royal Albert Hall, Londres. Zephaniah fue poeta en residencia en las cámaras de Michael Mansfield QC y fue uno de los testigos oficiales del Domingo Sangriento y de otros casos; plasmó estas experiencias en su colección de poemas Too Black, Too Strong de 2001. We Are Britain! (2002) es una colección de poemas en la que celebra la diversidad cultural de Gran Bretaña. 
El primer libro de poesía para niños de Zephaniah, llamado Talking Turkeys, fue reimpreso seis semanas después de su lanzamiento. En 1999 escribió una novela para adolescentes, Face, la primera de las cuatro novelas que ha escrito hasta la fecha.

## Ideología

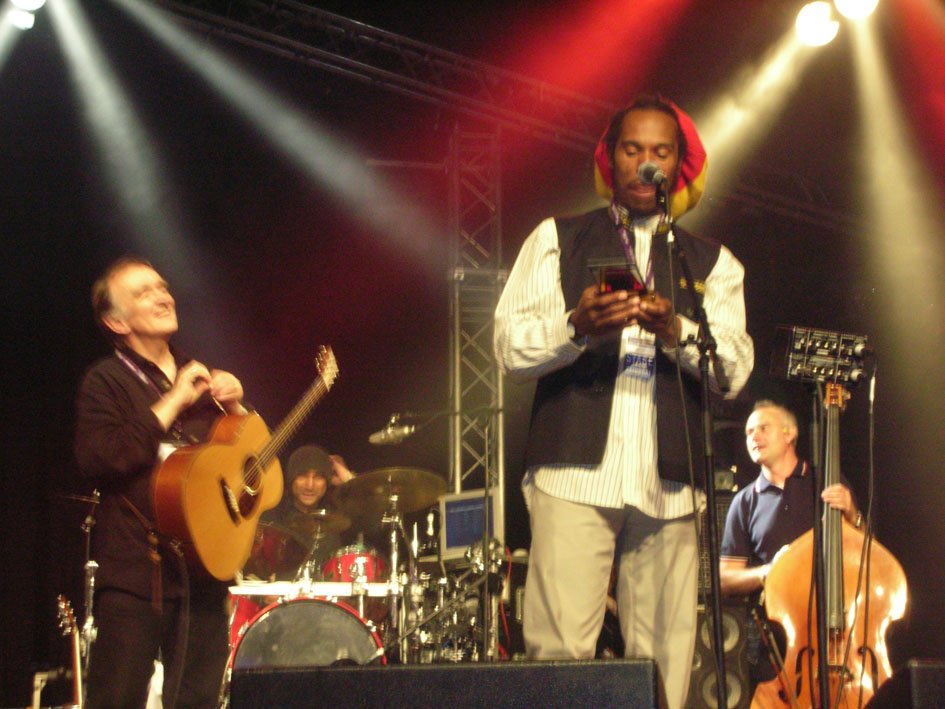
Zephaniah en el Cambridge Folk Festival, 2008.

Zephaniah es patrocinador honorífico de The Vegan Society, Viva! (Vegetarians International Voice for Animals), EVOLVE! Campaigns, la organización contra el racismo Newham Monitoring Project, con la que filmó un video en 2012 sobre el impacto de las políticas olímpicas sobre las comunidades de afroamericanos y Tower Hamlets Summer University; además, es un activista a favor de los derechos de los animales. En 2004, escribió el prefacio del libro From Dusk 'til Dawn: An insider's view of the growth of the Animal Liberation Movement de Keith Mann, que trata sobre la organización Animal Liberation Front. En agosto de 2007, anunció el lanzamiento de Animal Liberation Project, junto con la asociación People for the Ethical Treatment of Animals. Comenzó a ser vegano después de leer poemas sobre "peces brillantes flotando un paraíso subterráneo, y aves volando en libertad en el diáfano cielo azul".
Realizó una campaña en conjunto con Amnistía Internacional en contra de la homofobia en Jamaica, bajo el argumento de que "Jamaica, durante muchos años, fue famosa por sus luchadores por la libertad, y por este motivo me duele cuando veo que la patria de mis padres se conoce hoy en día por la persecución de las personas por su orientación sexual".
Zephaniah apoya el republicanismo británico y la abolición de la monarquía. Asimismo, se pronunció a favor de cambiar el sistema electoral británico del escrutinio mayoritario uninominal a la segunda vuelta instantánea para elegir a los miembros parlamentarios de la Cámara de los Comunes en el referéndum sobre la reforma electoral en el Reino Unido de 2011.
Zephaniah es un rastafari.
En 2003, el poeta rechazó públicamente la Orden del Imperio Británico. En un artículo posterior para The Guardian, explicó con detalle cómo fue su reacción después de enterarse de que había sido considerado para obtener la condecoración y cuáles fueron sus razones para rechazarla: "¿Yo? Pensé, ¿yo recibiré una OBE? Váyanse al infierno, pensé. Me enfurecí cuando escuché esa palabra, 'imperio'; me recuerda a la esclavitud, me recuerda miles de años de brutalidad, me recuerda cómo violaron a mis antepasadas y maltrataron a mis antepasados...Benjamin Zephaniah OBE: de ninguna manera, señor Blair, de ninguna manera, señora reina. Soy profundamente antimperialista."

## Premios
Zephaniah ganó el premio al mejor dramaturgo joven otorgado por la BBC. Ha recibido doctorados honoríficos de la Universidad del Norte de Londres (en 1998), la Universidad de Inglaterra Central (en 1999), la Universidad de Staffordshire (en 2001), la Universidad del South Bank de Londres (en 2003), la Universidad de Exeter, la Universidad de Westminster (en 2006) y la Universidad de Birmingham (en 2008). The Times lo incluyó en su lista de los cincuenta mejores escritores de posguerra, donde ocupó el puesto 48.
Ha lanzado varios álbumes de música original. En Hancocks 2008 recibió el premio a la mejor canción original, seguido por un premio Talkawhile for Folk Music (tras ganar una votación en Talkawhile.co.uk) por su versión de Tam Lyn Retold, grabada junto a The Imagined Village. Recibió el premio en vivo en el Cambridge Folk Festival el 2 de agosto de 2008 y se describió a sí mismo como un "rastafari folkie".

## Vida privada y fallecimiento
Zephaniah vivió durante muchos años en el este de Londres, pero en 2008 comenzó a dividir su tiempo entre Beijing y un pueblo cercano a Spalding, Lincolnshire.
En 1989 contrajo matrimonio con Amina, una administradora teatral, de quien se divorció en 2001.
En 2011, Zephaniah aceptó un cargo como poeta en residencia en Keats House, Hampstead, Londres, que desempeñó durante un año.
Falleció en la madrugada del 7 de diciembre del 2023, por un tumor cerebral.

## Obras

### Poemas
- Pen Rhythm (1980)
- The Dread Affair: Collected Poems (1985), Arena
- City Psalms (1992), Bloodaxe Books
- Inna Liverpool (1992), AK Press
- Talking Turkeys (1995), Puffin Books
- Propa Propaganda (1996), Bloodaxe Books
- Funky Chickens (1997), Puffin
- School's Out: Poems Not for School (1997), AK Press
- Funky Turkeys (audiolibro) (1999), AB hntj
- White Comedy (desconocido)
- Wicked World! (2000), Puffin
- Too Black, Too Strong (2001), Bloodaxe Books
- The Little Book of Vegan Poems (2001), AK Press
- Reggae Head (audiolibro), 57 Productions

### Literatura infantil
- We are Britain (2002), Frances Lincoln
- Primary Rhyming Dictionary (2004), Chambers Harrap
- J is for Jamaica (2006), Frances Lincoln
- My Story (2011), Collins
- When I Grow Up (2011), Frances Lincoln

### Otros
- Kung Fu Trip (2011), Bloomsbury

## Obras de teatro
- Playing the Right Tune (1985)
- Job Rocking (1987). Publicado en Black Plays: 2, ed. Yvonne Brewster, Methuen Drama, 1989.
- Delirium (1987)
- Streetwise (1990)
- Mickey Tekka (1991)
- Listen to Your Parents (incluido en Theatre Centre: Plays for Young People – Celebrating 50 Years of Theatre Centre (2003) Aurora Metro, y publicado también por Longman, 2007)
- Face: The Play (con Richard Conlon)

## Filmografía
| Año  | Título                      | Papel                                      |
| ---- | --------------------------- | ------------------------------------------ |
| 1987 | Didn't You Kill My Brother? | Rufus                                      |
| 1989 | Farendj                     | Moses                                      |
| 1992 | Dead Poets' Society         | Andy Wilson                                |
| 1994 | Truth or Dairy              | The Vegan Society                          |
| 1996 | Crucial Tales               | Padre de Richard                           |
| 2010 | Making the Connection       | Environment Films / The Vegan Society (UK) |
| 2013 | Peaky Blinders              | Jeremiah Jesus                             |

## Discografía

### Álbumes
- Rasta (1982), Upright (relanzado en 1989), Workers Playtime (UK Indie #22)[32]
- Us An Dem (1990), Island
- Back to Roots (1995), Acid Jazz Records
- Belly of De Beast (1996), Ariwa
- Naked (2005), One Little Indian Records
- Naked & Mixed-Up (2006), One Little Indian (Benjamin Zephaniah Vs. Rodney-P)

### Sencillos, EP
- Dub Ranting EP (1982) Radical Wallpaper
- "Big Boys Don't Make Girls Cry", sencillo de doce pulgadas (1984) Upright
- "Free South Africa" (1986)
- "Crisis" 12-inch single (1992), Workers Playtime

### Participaciones especiales
- "Empire" (1995) Bomb the Bass, por Zephaniah & Sinéad O'Connor
- Heading for the Door, por Back to Base (2000) MPR Records
- Open Wide (2004), Dubioza kolektiv (C) & (P) Gramofon
- Rebel, por Toddla T (2009) 1965 Records
- "Illegal" (2000), por "Himawari" y Swayzak
- "Theatricks", por Kinobe (2000)